# Боярские списки
Боярские списки — ежегодные официальные чиновно-учётные документы Московского государства XVI — первой четверти XVIII в., состоявшие из именных перечней думных, «ближних» и служилых людей по так называемому «московскому списку». Этот вид служебных списков предназначался для фиксации актуального (и ежегодного) состава высших чинов Московского царства, а также для учёта пожалований в думные, «ближние» и московские чины, и для контроля персонального служебного статуса.

## История
В боярские списки вносились имена думных и служилых людей по рубрикам (отдельным перечням): чинам думным (бояре, окольничие, думные дворяне, думные дьяки), «ближним» (высшие дворцовые — постельничий, кравчий, стряпчий с ключом, комнатные стольники) , московским чинам (стольники, стряпчие, дворяне московские, с 1684 г. - дьяки), выборным дворянам, с 1711 г. — жильцам, которые учитывались ранее в особых жилецких списках. Служебный статус фиксировался в боярских списках по рубрикам «полковой службы» — главные рубрики документов, по «половинам», по всем «чинам», получившим отставку от «полковой службы», а с 1705 г. по «четвертям» и назначениям «в посылки» по делам приказов.
Боярские списки составлялись служащими Разрядного приказа со 2-й половины XVI века и до 1711 г. включительно, а в 1712—1719 гг. — подьячими и канцеляристами Разрядного стола Правительствующего Сената. Однако подлинники боярских списков ныне сохранились до 1713 г. включительно. До 1667 г. документы велись в форме столбцов, а затем — в книжной форме (скрепляемым «тетрадям»). Примерно с середины XVII в. их составляли подьячие особого повытья боярского списка Московского стола Разрядного приказа. Большинство боярских списков закреплены подписью разрядного дьяка (по составам столбцов или на полях листов).
Пометы о служебных назначениях, местонахождении и смерти обладателей чинов думных, «ближних» и московских вносились не всегда в полном объёме и своевременно, в зависимости от получения сведений в Разрядном приказе и времени подготовки именных перечней документа. Численность имен людей, внесенных в боярские списки варьировалась, например, в 1667—1656 человек, в 1676—2974 чел., в 1682 г. — 5043 человека, в 1689 г. — 7187 чел., в 1699 г. — 6310 чел., в 1710 — 4064 чел.
Справка в Разрядно-Сенатском архиве об учёте представителей дворянского рода в боярских списках со второй половины XVIII в. служила подтверждением о причислении рода к древнему дворянству.
С 20-х годов XVII века составлялись ежегодно и имели две основные разновидности:
1. «Подлинные» (первоначальные), описывающие весь состав московских чинов (согласно одной из концепций в историографии — «полный состав членов Государева двора»).
2. «Наличные», которые фиксировали служилых людей, бывших в данный момент на столичной службе.

Предполагается, что существовал ещё одна разновидность боярских списков — это росписи по половинам, которые были отнесены А. Л. Станиславским и А. П. Павловым к разряду «наличных». Служилые люди «московского списка» разделялись «пополам» для поочерёдного пребывания в Москве в период с (01 сентября по 01 мая) и на их службы делался таковой учётный список.
До Смутного времени выявлены боярские списки 1577, 1588/89 и 1602/03. В коллекции рукописей Е. В. Барсова находился боярский список 7115 (1607) года. На эту рукопись ссылался В. О. Ключевский в примечаниях к «Боярской думе». В Московском архиве министерства иностранных дел в портфелях Г. Ф. Миллера находилось извлечение из боярского списка 7119 (1611) года, сделанного в таком виде: «Боярский список 119 года, сочинён до Московского разорения при Литве, с письма думного дьяка Михаила Данилова».
За период царствования Михаила Фёдоровича выявлены 16 «подлинных» боярских списков: 1626; 1627/28; 1628; 1629; 1629/30; 1631/32; 1632/33; 1637/38; 1638/39; 1639/40; 1640/41; 1641/42; 1642/43; 1643/44; 1644/45 гг., из которых опубликованы за 1626—1633 и 1643/44 гг.
Крупнейшая он-лайн публикация полных текстов боярских списков эпохи Петра I охватывает 15 рукописей 1700—1713 гг. и чиновный список 1721 г. (выполненный с утраченного боярского списка 1714 г. для организации «генерального смотра шляхетства» 1721—1723 гг.).
С учреждением коллегий и Герольдмейстерской канцелярии Сената и в связи с прекращением пожалований в «старые» чины, и организации новой системы учёта царедворцев (московских чинов) и шляхетства боярские списки были заменены, в частности, в Герольдии для «дворян всякого звания» — «книгами определений» (назначений), учрежденных по указу Петра I 1721 г. как «списки троякие».
В историографии подчеркивается, что боярские списки наряду с боярскими книгами и жилецкими списками являются ценным и информативным источником для изучения представителей российского дворянства и генеалогии.